# Francisco Núñez Montes
Francisco Núñez Montes (La Piedad, Michoacán, México 14 de febrero de 1945) es un compositor, pianista, director de orquesta mexicano, pedagogo musical infantil, investigador y maestro de varias generaciones.
Realizó las carreras de pianista concertista y compositor en el Conservatorio Nacional de Música y en el Taller de Composición de Carlos Chávez. En la dirección de orquesta, Francisco Savín, Ernst Huber-Contwig y Léon Barzin fueron sus guías. Investigador y pedagogo musical infantil, ha desarrollado una labor de más de 36 años en el terreno de la investigación educativa y ha generado sus propias teorías en el terreno de la técnica y de la estética. Ha sido director de la Escuela Superior de Música del Instituto Nacional de Bellas Artes (INBA) de 1977 a 1983. Generó la licenciatura en música en el INBA durante su gestión, en 1980. Creó el Sistema SIAMA (Sensibilidad, Iniciación y Apreciación Musical y Artística) de educación musical infantil en 1970 y obtuvo dos menciones honoríficas en el primer Seminario Internacional (1975) organizado por la Unesco, con exposiciones de su sistema, y ha publicado el libro Tú, la música y el arte, y ha desarrollado material didáctico del Sistema SIAMA.
Diseñó la transformación curricular del Instituto Nacional de Bellas Artes en el área de música cuando estuvo al frente de la dirección de la Escuela Superior de Música entre 1977 y 1983, periodo durante el cual la renovó y la actualizó.
Se ha desempeñado como asesor del FIC (Festival Internacional Cervantino 1988-1992), miembro de la Computer Music Association desde 1990; es creador del primer Laboratorio de Música por Computadora en México (1987) y del Laboratorio de Electroacústica de la Escuela Superior de Música (1980). Fue presidente y fundador de la Sociedad Mexicana de Música Nueva (1992-1993) y de la Liga de Compositores (1970), así como de Música de Concierto de México, S.C. Creó el Festival La Computadora y la Música (1992) y el Centro de Apoyo para los Compositores de Música Nueva de la Sociedad de Autores y Compositores de México (SACM) (1992).
Promovió en 1994 el Festival Sonidos de las Américas en Nueva York. Dictó Clase magistral en la Rutgers University. Presentó sus obras en el Juilliard School de Nueva York, así como en el Carnegie Hall de esa misma ciudad, en 1994.
Ha obtenido los siguientes premios:
- Presea José Tocaven Lavín 2001, en Michoacán.
- Primer Premio de Composición Silvestre Revueltas, UNAM 1976.
- Primer Premio Nacional Manuel M. Ponce (1973) como pianista
- Segundo premio de composición por su poema sinfónico Reforma en la Universidad del Estado de México, 1973.
- Distinguido por la American Orchestras League en la conmemoración de su 50.º aniversario, celebrado en Washington D. C..

Se ha destacado como pianista, director y compositor:
- en el “Festival Internacional Cervantino”, de Guanajuato México, desde 1975 hasta el presente, en el “Foro Internacional de Música Nueva”, en el Barbican Center de Londres Inglaterra. Conferencias y estrenos de sus obras han tenido lugar en: España, Canadá y en los Estados Unidos de América, como pianista se ha presentado en Nueva York, Los Ángeles y San Antonio. Como compositor también se ha presentado en Polonia, Francia, Italia, Alemania, Inglaterra, Venezuela, Argentina, Perú, Cuba, Holanda, etc. Ha sido Miembro del Jurado del Concurso Nacional “Mozart” y de varios certámenes pianísticos a nivel nacional.

En 1995 es designado miembro del Consejo Mexicano de la Música ante la UNESCO de París, Francia. Sus obras se han estrenado en los festivales: Otoño de Varsovia, Electroacústico de Bourges Francia, Ensems de Valencia, España, International Computer Music Conference, en USA., Encuentro de Compositores de la Canción de Arte de El Caribe en Venezuela, etc.
En mayo de 1996 realiza una residencia en la Universidad de California, Sta. Bárbara, USA, en el Festival de Mayo dedicado a la Música Mexicana, dentro del cual se presentaron varias de sus obras, participando además en paneles y mesas redondas promoviendo la Música Mexicana Contemporánea.
En octubre de 1996 dicta una conferencia sobre la Música Contemporánea Mexicana en Madrid, España en donde es estrenada su obra pianística "REFLEXIONES Y MEMORIAS" en la Casa de América, gestión ésta, organizada por el Instituto de México en España.
En 1997 formó parte del jurado del "Concorso Internazionale Maria Callas", organizado por la A. C. Corale G. Verdi de Parma, Italia.
En 1998 organiza el "Primer Simposium Ponce-Scriabin" generándose en Querétaro, el primer evento de este tipo que incorporó a los expertos, investigadores, compositores y pianistas más importantes sobre estos creadores.
En mayo de 1998 la American Liszt Society lo distingue para que inaugure el “Festival Internacional Liszt”, celebrado en la Ciudad de México en donde dicta la conferencia inaugural.
El Festival “Callejón del Ruido” realiza el estreno mundial de su obra sinfónica “Otoño de girasoles” dirigiendo la Orquesta Sinfónica de la Universidad de Guanajuato, en el Teatro Juárez de esa ciudad.
El “Concorso Internazionale Vincenzo Bellini” de Caltanissetta, Italia, le ha distinguido al designarlo Miembro del Jurado de tan prestigiado Concurso desde 1998 hasta la fecha.
La Universidad Autónoma de Querétaro (UAQ) lo designa Director Artístico del Proyecto “BEL CANTO”, mismo que desarrolla de julio de 1998 hasta diciembre de 2001. Realizó una gira de conciertos durante el mes de abril de 1999, con el Grupo “BEL CANTO”, en las universidades de Hope College, Michigan, Black Hawk College y Western Illinois University de los Estados Unidos. Dicta tres Master Class y presenta tres conciertos en dichas casas de estudios con un éxito relevante.
El Concurso Internacional “Vincenzo Bellini” de Caltanissetta Italia, le encomienda la realización en México de las eliminatorias que se celebraron, por primera ocasión en México, del 30 de agosto al 5 de septiembre de 1999.
En junio de 1999 es distinguido como miembro de la Associazione Italo–Giaponese “Arte senza confini” por sus creadores Mariko Okino y Américo Caramuta y como representante de la misma en México.
El Municipio de la Piedad, Michoacán le encomienda la realización del PROYECTO DE CULTURA 1998–2001 y crea en ese 1998, la Escuela Superior de Música de dicha ciudad. 
Organizó el II Symposium dedicado a los creadores mexicanos Carlos Chávez, Silvestre Revueltas y Eduardo Hernández Moncada en el Centenario de su natalicio, en combinación con el análisis, trabajos de investigación y ponencias de expertos del 22 al 28 de noviembre. Ciclos de conciertos con sus obras representativas cerraron este evento del 2002 en Querétaro.
Artist International Association de Toronto Canadá, le designa miembro del Concurso Internacional organizado por la Toronto School of Music, en su 2nd Annual Music Competition en septiembre del 2000.
En junio de 2001, es distinguido con la Presea “ José Tocaven Lavín” por su trayectoria artística, reconocimiento que le otorgara el diario “ La Voz de Michoacán”.En la ceremonia realiza el estreno mundial de su obra “ Variaciones sobre una pirekua”. Estrena también “Imágenes y Símbolos”, en el Festival Internacional “Callejón del Ruido” en Guanajuato Gto., obra para un cuarteto de percusiones.
Estrena la obra “El Sacrificio de Acteal” en el Festival Internacional Callejón del Ruido de Guanajuato, en junio del 2003 con la Orquesta Sinfónica de la Universidad de Guanajuato. Esta misma partitura es presentada en el IV Symposium Nacional en Querétaro en septiembre de ese mismo año con la Orquesta Filarmónica del Estado de Querétaro.
En 2004, ha participado como pianista en el Ciclo Nacional Manuel M. Ponce como solista al piano y en recitales con Encarnación Vázquez en el Conservatorio Nacional de Música. Dentro del Ciclo Canciones de Luna y de Cuna, presentó en el Teatro de la República las creaciones de sus alumnos del Taller de Composición con la propia Encarnación Vázquez. Estrenó su obra “89.5” FM, conmemorando el 25 Aniversario de Radio UAQ, misma que fue estrenada por el Grupo de Percusiones TAMBUCO, en agosto de ese mismo año en el Teatro de la República.En noviembre de 2004 fue invitado a Guanajuato, Gto.,al Festival Internacional “ El XI Callejón del Ruido” para dirigir los ensambles y presentar su obra “89.5 FM” cambiando las piedras del Cerro de las Campanas Querétaro, por las Tinajas de Comonfort, Guanajuato.
El 13 de diciembre de 2004 el INBA le otorga el primer lugar en la Sala Manuel M. Ponce del Palacio de Bellas Artes como “Premio al Desempeño Académico 2004”. El 17 de diciembre La Escuela de Laudería del INBA le entrega otro Reconocimiento, por su trayectoria artística y académica en el Teatro de la República, en esa misma oportunidad el Club de Leones de Querétaro le envía otra carta de reconocimiento.
El estreno mundial de su obra “TRILOGÍA” escrita por encargo del VIII Festival Internacional de Órgano de Guanajuato, Gto., tuvo una respuesta formidable del público que llenó el Templo de las Mercedes de (Mellado) este pasado 22 de mayo de 2005.
La Universidad de los Andes de Venezuela lo nombra representante de nuestro país para acudir al “Primer Encuentro de Compositores de la Canción de Arte de El Caribe” en octubre de 2005, presentando tres ponencias sobre la Canción Mexicana de Concierto, sus Antología, orígenes e influencias, así como exponentes más representativos. Realiza un Recital al lado de Encarnación Vázquez dentro de este mago evento con un éxito formidable.
Organiza el VI SYMPOSIUM INTERNACIONAL 2005, dedicado a honrar la memoria del desaparecido creador Manuel Mora Vázquez (1943–2002) en nueve programas, con obras del repertorio nacional e internacional destacándose su participación como Director de Orquesta, Pianista y Compositor. Estrena sus “Variaciones para Orquesta sobre una Pirekua” el 27 de enero de 2006 con la Orquesta Filarmónica del Estado de Querétaro y bajo al conducción de su titular, José Guadalupe Flores a quien está dedicada rindiendo con ello un homenajea W. A. Mozart el día de su 250 aniversario, insertando entre las “Variaciones” una, en el estilo mozartiano. En septiembre de 2006 estrena su 3.ª Sinfonía, creada sobre los acontecimientos político - sociales de este 2006 dirigiendo la OFEQ (Orquesta Filarmónica del Estado de Querétaro) incorporando su 2.ª Sinfonía creada en 1968 y rindiendo un Homenaje a Simón Tapia Colman dirigiendo su Poema sinfónico, Sísifo y la obra de Eduard Campion, “Hold that thought” para computadora y orquesta dentro del VII SYMPOSIUM INTERNACIONAL que estuvo dedicado a la música mexicana contemporánea, teniendo como espejo, la música internacional con obras representativas del arte actual.
En 2007 estrena su Concierto para Salterio y Orquesta, dentro del 2° Festival Internacional, comisionado por dicha organización y es presentado en el Teatro de la República el 18 de mayo de 2007 con un gran éxito, toda vez que revoluciona la escritura para el salterio tradicional incorporando las escalas de la Antigüedad.
- Datos: Q5866916